# Dysdera ravida
Dysdera ravida là một loài nhện trong họ Dysderidae.
Loài này thuộc chi Dysdera. Dysdera ravida được Eugène Simon miêu tả năm 1909.